# Andal (cràter)
Andal és un cràter d'impacte de 109 km de diàmetre de Mercuri. Porta el nom de la poetesa índia  Andal, i el seu nom va ser aprovat per la Unió Astronòmica Internacional el 1976.